# Hyundai Vinashin Shipyard
Hyundai Vinashin Shipyard (HVS) — крупнейшая судостроительная и судоремонтная компания Вьетнама, одна из крупнейших промышленных компаний страны, входит в двадцатку крупнейших вьетнамских компаний. Совместное предприятие южнокорейской корпорации Hyundai Mipo Dockyard (70 %) и вьетнамской государственной группы Vinashin (Vietnam Shipbuilding Industry Group).

## История
Компания основана в сентябре 1996 года как совместное предприятие Vinashin (Vietnam Shipbuilding Industry Group) и Hyundai Heavy Industries. Среди первых клиентов Hyundai Vinashin Shipyard были нефтегазовые платформы, плавучие краны, танкеры и вспомогательные суда компаний Вьетсовпетро и Pertamina. Позже к ним добавились суда по перевозке масла компании Wilmar International, сухогрузы и контейнеровозы компаний Hyundai Merchant Marine, Geden Lines, D/S Norden, Hangsung Line и Suisse Atlantique.
Одним из крупнейших заказчиков Hyundai Vinashin Shipyard является государственная судоходная компания Vietnam National Shipping Lines (Vinalines). Hyundai Vinashin Shipyard активно участвует в благотворительной деятельности, помогая беднякам провинции Кханьхоа, а также спонсирует вьетнамский футбол.

## Производственные мощности и продукция
Hyundai Vinashin Shipyard специализируется на строительстве, ремонте, покраске и утилизации нефтяных платформ, плавучих кранов, буровых установок и морских судов (в основном балкеров категории Kamsarmax, нефтяных и газовых танкеров, а также барж). Имеет два сухих дока вместимостью 400 тыс. и 80 тыс. дедвейтов, причалы длиной 1500 метров, краны грузоподъёмностью 450 и 250 тонн, магнитные краны, мощные прессы, а также несколько цехов (резки, покраски, электротехнический).
Для своих сотрудников Hyundai Vinashin Shipyard предоставляет ряд услуг (на территории завода имеются ресторан, бар, спортклуб, интернет-кафе, библиотека и парикмахерская). Также компания владеет комфортабельным отелем на 60 номеров (в комплекс входят бассейн, спортклуб и конференц-зал).